# Salomon Sahlin
Salomon Olof Sahlin, född den 17 januari 1853 i Stuguns socken, Jämtlands län, död den 27 november 1916 i Luleå, var en svensk bankman.
Sahlin studerade vid Schartaus handelsinstitut 1872–1873 och var därefter bankkamrer i Östersund och Luleå. Han var även skidkonstruktör, idrottsman och älgjägare.